# Le Mariage de Thomas Poirot
Le Mariage de Thomas Poirot er en fransk stumfilm fra 1908 af Georges Méliès.